# Estiu 1993
Estiu 1993 é um filme de drama espanhol de 2017 dirigido e escrito por Carla Simón. Foi selecionado como representante de seu país ao Oscar de melhor filme estrangeiro em 2018.

## Elenco
- Laia Artigas - Frida
- Paula Blanco - Cesca
- Etna Campillo - Irene
- Bruna Cusí - Marga
- Jordi Figueras - Blai
- David Verdaguer - Esteve